# Antisémitisme stalinien
 (août 2011).
Si vous disposez d'ouvrages ou d'articles de référence ou si vous connaissez des sites web de qualité traitant du thème abordé ici, merci de compléter l'article en donnant les références utiles à sa vérifiabilité et en les liant à la section « Notes et références ».

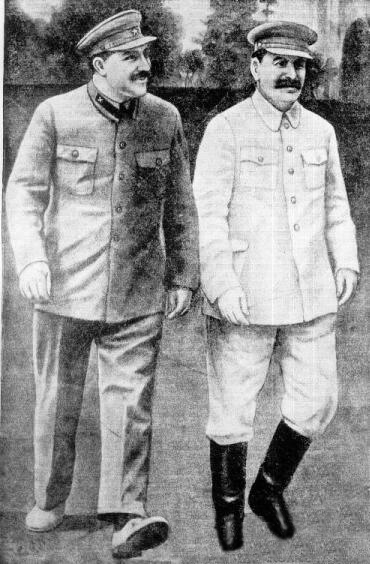
Iossif Djougachvili (mieux connu sous le nom de Joseph Staline) avec Lazar Kaganovitch.

L'expression antisémitisme stalinien désigne l'une des formes historiques de l'antisémitisme, qui est aussi l'une des dérives idéologiques du stalinisme : c'est l'un des instruments de la promotion du patriotisme soviétique à dominante russe, manifesté à travers des slogans et des actes antisémites non-systématiques et non obsessionnels (à la différence des régimes nazi et satellites) au gré des intérêts et des méfiances du régime, qui se servait des Juifs comme de tous les autres, pour en sacrifier ensuite comme il en a sacrifié bien d'autres. Ainsi lors des grandes purges militaires en 1937-1938, il y eut des Juifs parmi les victimes, mais « la terreur stalinienne ne visait pas les Juifs de façon spécifique, principale ou préférentielle ». Contrairement à leur statut dans les pays de l'Europe centrale et orientale, « les Juifs gardèrent dans la bureaucratie et l'armée soviétique une place qui était sans précédent dans l'histoire ; ils continuèrent ainsi à occuper une position exceptionnelle dans le parti bolchévique. ».
Mais à partir de la fin des années 1930, et surtout après la Seconde Guerre mondiale, le régime de Staline tente de récupérer à son profit les vieux préjugés antisémites hérités de l'histoire. La diplomatie soviétique avait joué un rôle décisif dans la naissance de l'État d'Israël en 1948, mais le soutien apporté à ce pays par les États-Unis pousse Staline à se retourner contre lui, et à jouer pleinement la carte de l'antisionisme. Alors que son pouvoir s'étend désormais au bloc de l'Est, Staline renoue de plus en plus avec les mythes du « complot juif » dont paradoxalement, le plus virulent était celui initialement russe blanc, puis nazi, du « judéo-bolchévisme » que Staline recycle en « infiltration au sein du Parti » d'« éléments opportunistes poursuivant leurs propres buts ».
Le régime soviétique stalinien ne cible pas les juifs en tant qu'ethnie soviétique (национальность), mais en tant que groupe confessionnel et culturel international donc suspect de « cosmopolitisme » et de « liens avec l'impérialisme ». Le massacre des Juifs soviétiques durant la guerre est évoqué uniquement comme crime nazi contre les civils soviétiques, tout lien avec la « solution finale » et la thèse du « judéo-bolchévisme » étant occulté comme « point de vue nationaliste bourgeois » : la publication du Livre noir est arrêtée en 1947 puis éclatent des persécutions ciblées comme la « nuit des poètes assassinés » ou le prétendu « complot des blouses blanches ».

## Les Juifs russes sous le régime soviétique
Indépendamment de leur pratique religieuse, les Juifs russes étaient confinés sous les tsars, notamment sous les règnes d'Alexandre III et de Nicolas II, dans une « zone de Résidence » à l'Ouest du pays, et des numerus clausus restreignaient leur accès aux écoles et universités ; de plus, ils étaient régulièrement victimes de pogroms. Toutefois, c'est surtout contre l'immigration juive venant des pays de l'Europe centre-orientale et centrale depuis 1880 et dans laquelle les traditions ancestrales comme le culte et la langue yiddish restaient ancrées, que les discriminations antisémites abondaient et empiraient. Les vieilles familles juives installées depuis plus de 200 ans en Russie furent moins touchées, car leurs traditions juives s'étaient largement estompées.
Parce que le communisme, dans sa forme doctrinale, rejette toute forme de discrimination ethnique, y compris l'antisémitisme, de nombreux Juifs espérant un sort meilleur furent des bolcheviks de la première heure.
Pour gagner ce combat, le pouvoir soviétique crée la Yevsektsia (« Section juive » du parti communiste soviétique). L'uniformisation nécessaire à la naissance de l'« homo sovieticus » a été poussée par des mesures administratives, fiscales et policières, pour restreindre l'enseignement de la religion, de l'hébreu et du yiddish. Ces contraintes ont conduit à un abandon progressif de ces traditions. Cette assimilation rapide de la population juive à la société soviétique par acculturation était le prix à payer à la révolution de 1917, pour voir disparaître les discriminations et restrictions des tsars. Dès lors, plus « aucune mesure ne fut prise pour diminuer la représentation considérable des Juifs à l'intérieur de l'État et du Parti. ».

## Des années 1930 à la Seconde Guerre mondiale
En 1930, Joseph Staline a 51 ans et est progressivement devenu maître de l'URSS depuis qu'il a été nommé en 1922 secrétaire général du Parti communiste de l'Union soviétique. Il va éliminer physiquement tous les dirigeants du parti qui auraient pu le contester, parmi lesquels de nombreux juifs, combattants de la première heure de la Révolution.
Parmi les plus célèbres, Trotsky (de son vrai nom Lev Davidovitch Bronstein) est exilé et puis assassiné à Mexico sur ordre de Staline en 1940. Lev Kamenev et Grigori Zinoviev seront exécutés à Moscou en 1936 après le premier procès de Moscou.
Gédéon Haganov rapporte cette boutade racontée à voix basse à Moscou : « Quelle différence entre Moïse et Staline ? - Moïse a sorti les Hébreux d’Égypte, tandis que Staline les a sortis du Comité central ».
Au contraire une lettre de Staline en réponse à une demande d'informations de la Jewish News Agency aux États-Unis datée du 12 janvier 1931, indique la position officielle de l'Union soviétique sur l'antisémitisme : (extrait)
«  En réponse à votre demande de renseignements : le chauvinisme national et racial est un vestige des habitudes misanthropiques, caractéristiques de la période de cannibalisme. L'antisémitisme, en tant que forme extrême de chauvinisme racial, est le vestige le plus dangereux du cannibalisme. L'antisémitisme offre un avantage aux exploiteurs comme un conducteur lumineux qui dévie les coups destinés au capitalisme par le peuple laborieux. L'antisémitisme est dangereux pour le peuple laborieux car c'est une voie qui le détourne du bon chemin et le conduit dans la jungle. C'est pourquoi les communistes, en tant qu'internationalistes cohérents, ne peuvent être que des ennemis jurés et implacables de l'antisémitisme. En Union soviétique, l'antisémitisme est punissable avec la plus extrême sévérité par la loi, comme un phénomène profondément hostile au système soviétique. Selon les lois de l'Union soviétique, les antisémites sont passibles de la peine de mort. »
Du fait des persécutions tsaristes les juifs ont majoritairement basculé dans la révolution d'Octobre et formaient un des plus gros contingent de bolcheviks ; fait qui engendra chez leurs ennemis le concept péjoratif de judéo-bolchevisme. Il était donc logique qu'ils soient, après la fin de la guerre civile russe, nombreux à s'impliquer dans les luttes internes. Avant d'être victimes des purges staliniennes, Zinoviev et Kamenev ont formé une « troika » avec Staline contre Trotsky et ont contribué à l'exclusion de ce dernier. Kirov, ami de Staline, était marié à une juive. Lilly Marcou et Stéphane Courtois, après examen des archives soviétiques, concluent que contrairement à ce qu'affirma Khrouchtchev en 1961, Staline n'est en rien responsable de son assassinat en 1934. L'entourage familial de Staline ne dérogeait pas à l'habitude : son premier gendre, Grigori Morozov, et une de ses brus, Ioulia Meltzer, étaient juifs,.
En 1928 Staline crée la région autonome juive. Il eût été logique et pratique que celle-ci fût située dans l'Ouest de l'URSS, où les juifs étaient les plus nombreux, mais Staline l'implanta au Birobidjan, parcelle de taïga peuplée de Goldes, située en Sibérie orientale sur le fleuve Amour, frontière soviéto-chinoise. La langue yiddish, plutôt que l'hébreu, en devient la langue nationale. Malgré une propagande massive aussi bien domestique qu'internationale, la population juive n'y a jamais dépassé les 30 % (en 2003, il ne restait plus que 1,2 % de Juifs dans la région). L'expérience se termine au milieu des années 1930, lors de la première vague de purges de Staline. Les dirigeants juifs sont arrêtés et exécutés, et les écoles yiddish sont fermées.
Vers la fin des années 1930, le pouvoir stalinien de l'Union soviétique a liquidé presque toutes les organisations juives, y compris la Yevsektsia. En dépit de la position officielle de l'Union soviétique contre l'antisémitisme, le régime soviétique est de plus en plus critiqué par les Occidentaux comme antisémite, surtout après le pacte Hitler-Staline signé avec l'Allemagne nazie. Le pourcentage élevé de Juifs victimes des Grandes Purges et le démantèlement des institutions juives ne sont pas étrangers à ces critiques. Cependant, Lilly Marcou pense que le caractère antisémite de cette politique est une interprétation a posteriori. Elle note que jusqu'en 1939, il y avait des juifs dans les gouvernements soviétiques de Lénine comme de Staline, ainsi que parmi les agents du NKVD chargés de liquider les institutions religieuses et culturelles juives et leurs responsables. Pour elle, leur situation ne fut à l'échelle du pays ni meilleure ni pire que celle des Russes, des autres nationalités et des autres confessions. Elle relève aussi que pendant la Seconde Guerre mondiale Staline donna des ordres d'évacuation des populations juives des zones attaquées par les nazis vers l'Oural, le Kazakhstan et les républiques d'Asie centrale. Le 6 novembre 1941, Staline souligne « la nature pogromiste réactionnaire du régime nazi en termes de lutte des classes », note le philosophe communiste Domenico Losurdo : « Il est notoire que les Hitlériens piétinent les droits des ouvriers, les droits des intellectuels et les droits des peuples, comme le régime tsariste les a piétinés et qu'ils déchaînent des pogroms moyenâgeux contre les Juifs de même que les avait déchaînés le régime tsariste. Le parti hitlérien est un parti des ennemis des libertés démocratiques, un parti de la réaction moyenâgeuse et des pogroms les plus sombres ».

Le 6 novembre 1943, les nazis sont à nouveau stigmatisés par Staline comme « "héros" des pogroms ». Enfin, en novembre 1944, ce sont les propos de 1931 auprès de la Jewish News Agency, relatifs à la « théorie raciale, vestige du cannibalisme », qui sont au centre de son nouveau discours. Comme pour lui donner raison, le 8 novembre 1941 à Berlin Hitler accuse Staline d'être l'« homme des juifs » : 
« L'homme qui est devenu provisoirement seigneur de cet état n'est rien d'autre qu'un instrument aux mains de l'omnipuissant judaïsme ; si sur la scène devant le rideau, c'est Staline que l'on voit, derrière lui se tiennent Kaganovitch et tous ces juifs qui, dans une ramification capillaire, dirigent cet énorme empire »
Le cas de Kaganovitch confirme les propos de Lilly Marcou. Il est exemplaire de ces communistes dont l'identité était exclusivement politique, et qui n'avaient cure de leurs origines culturelles, ethniques ou religieuses. Kaganovitch fut un ami de Staline et son zélé camarade de combat dans la collectivisation, la mise au pas de l'Ukraine, l'industrialisation accélérée, les grandes Purges, peut-être dans le massacre de Katyń, ainsi que dans la lutte contre l'occupation nazie. Il resta fidèle à sa mémoire en participant au complot anti-Khroutchev de 1957, ne fut jamais inquiété par le régime, ne manqua jamais de rien et mourut dans son lit en 1991, âgé de 97 ans. Son frère Mikhail fut au contraire une victime indirecte du régime. Menacé d'arrestation par Staline et connaissant le parcours judiciaire des accusés, fait de tortures, d'aveux extorqués invraisemblables dans des procès mis en scène, puis de travaux forcés au Goulag, la plupart du temps jusqu'à ce que mort s'ensuive, il choisit de se suicider le 1er juin 1941. On peut aussi citer un cas hybride : celui de Lev Mekhlis, militaire de carrière, commissaire politique entré au comité central en 1939, engagé en 1941 dans la lutte contre les nazis et, pour toutes ces raisons, visé par le « Kommissarbefehl » d'Hitler. Échappant à la captivité, il survécut à la guerre et mourut à la retraite, mais prématurément, à 64 ans, en février 1953, peu avant Staline, dans des conditions mal éclaircies, en lien peut-être avec les campagnes antisémites autour du « complot des blouses blanches ».

## Après la Seconde Guerre mondiale
De nombreuses campagnes et purges antisémites sont organisées après la Seconde Guerre mondiale, principalement à partir de 1948. Ce sujet a été particulièrement étudié par Edvard Radzinsky dans sa biographie de Staline. Celui-ci commence les purges par ses alliés du temps de la guerre, membres du Comité antifasciste juif. En janvier 1948, son président, Solomon Mikhoels, est tué dans un « accident de voiture » à Minsk. Selon des documents étudiés par l'historien Gennady Kostyrchenko, les organisateurs de l'assassinat sont L.M. Tsanava et S. Ogoltsov, et les meurtriers « directs » Lebedev, Krouglov et Choubnikov. En novembre 1948, les autorités soviétiques lancent une campagne pour liquider ce qui reste de la culture juive. Les membres du Comité antifasciste juif sont arrêtés et accusés de « trahison », de « nationalisme bourgeois » et de « planifier l'instauration d'une république juive en Crimée pour servir les intérêts américains ».
Lors de la session du 1er décembre 1952 du Politburo, Staline annonce :
« Chaque nationaliste juif est un agent potentiel des renseignements américains. Les nationalistes juifs pensent que leur nation a été sauvée par les États-Unis. »
Dans la nuit du 12 au 13 août 1952, appelée plus tard la « Nuit des poètes assassinés » (Ночь казнённых поэтов), treize des écrivains yiddish les plus importants d'Union soviétique sont exécutés sur l'ordre de Staline. Parmi ces victimes, Peretz Markish, David Bergelson et Itzik Fefer.
La campagne de 1948-1953 contre les prétendus « cosmopolites sans racine », la destruction du Comité antifasciste juif et la fabrication du complot des blouses blanches sont officiellement menés sous la bannière de l'antisionisme. Vers le milieu des années 1950, la montée de la « sionologie » (doctrine comparant le sionisme au nazisme) et l'utilisation même de ce terme révèlent la nature spécifiquement antisémite de ces campagnes, en dépit des efforts de propagande des partis communistes affiliés au Kominform pour masquer ce fait (parmi bien d'autres violations des droits humains en Union soviétique et dans ses états satellites).

### 1953
Le 13 janvier 1953, l'agence Tass annonce qu'« un groupe terroriste de docteurs-empoisonneurs a été démasqué ». Le magazine satirique Krokodil publie un feuilleton et des caricatures antisémites, la Pravda publie des « informations » sur les « espions » arrêtés, qui sont presque tous des Juifs. Comme la presse occidentale accuse l'Union soviétique d'antisémitisme, le Comité central du Parti communiste décide de mettre en place un artifice de propagande, une lettre collective écrite et signée par le « peuple juif » condamnant avec ferveur « les meurtriers en blouse blanche » et les agents de l'impérialisme et du sionisme, et certifiant qu'il n'y a pas d'antisémitisme en Union soviétique. Cette lettre est signée par des scientifiques et des personnalités des arts de renom : ceux qui vivaient en URSS furent forcés de la signer par le NKVD, mais d'autres, vivant hors des pays communistes, s'y associèrent volontairement, par conviction stalinienne. 
À ce titre en URSS, une lettre a été initialement prévue pour être publiée en février 1953, mais elle resta largement inédite. D'après l'écrivain et critique A. M. Borshchagovsky, Staline aurait refusé que les Juifs soient divisés en bons et en mauvais. Il ne voulait pas que les Juifs « soient quittes » en accusant seulement un « groupe de nationalistes bourgeois ». À la place de la lettre, la Pravda publie un feuilleton véhément « Le simple d’esprit et les escrocs », présentant de nombreux personnages avec des noms juifs, tous escrocs, vauriens ou saboteurs, qui abusent du naïf peuple russe qui a malencontreusement relâché sa vigilance. Il s’ensuivit une nouvelle vague d’hystérie antisémite et de rumeurs, que tous les Juifs allaient être envoyés en Sibérie. Seule la mort de Staline quelques semaines plus tard leva cette crainte.
Des purges similaires ont été organisées dans plusieurs pays du Bloc de l'Est. Parmi les plus célèbres, les purges organisées à Prague par Gottwald.

### Edvard Radzinsky: Hypothèse d'un conflit militaire
Les raisons des campagnes antisémites de 1953 restent peu claires ; certains les attribuent à la paranoïa supposée de Staline, tandis que le biographe de Staline, Edvard Radzinsky, suppose que Staline était en train de préparer un nouveau conflit militaire et qu’il ne faisait que répéter les purges de 1937, pour provoquer un climat de terreur et de soumission absolue. Radzinsky aussi voit dans la persécution des Juifs par Staline un moyen de provoquer les Américains.
S’étant équipé de la bombe atomique en 1949, le développement de la bombe à hydrogène était sur le point de réussir. Staline avait ordonné à Beria d’accélérer la construction du système de défense anti-fusée de Moscou. Au début de 1953, Staline se vantait que bientôt, Moscou pourrait contempler l’Ouest de derrière une « haie anti-fusées ».
L’historien tchèque Karel Kaplan a publié un extrait d’un exposé de Staline, trouvé dans les archives secrètes du Parti communiste tchécoslovaque. Cet exposé a été fait en 1951, lors d’une conférence des partis communistes, en pleine guerre de Corée. Staline affirmait que l'on se trouvait à un moment propice pour lancer un assaut contre l’Europe capitaliste, car les victoires communistes en Corée démontraient la faiblesse militaire de l’armée américaine et politique du gouvernement des États-Unis. Ainsi, le Bloc de l'Est possédait une supériorité temporaire, qui demandait une mobilisation de toute la puissance politique et militaire, afin de donner un coup décisif contre le capitalisme et pour établir le socialisme sur tout le continent.
Selon Gédéon Haganov, le but de Staline est de mobiliser les Soviétiques en « exacerbant le nationalisme russe à l'extrême » dans le contexte de la doctrine Jdanov. L'antisémitisme stalinien s'est renforcé à la mort d'Andreï Jdanov fin août 1948 : les médecins de Jdanov sont jugés responsables de sa mort et donc, forcément, complices de l'impérialisme américain. On peut aussi voir de la part de Staline un « double jeu de la carotte et du bâton » : d'une part il soutient la création de l'état d'Israël en mai 1948 et d'autre part il réprime ou assassine les personnalités juives du comité antifasciste juif.